# Лортэняю
Лортэняю (устар. Тань-Ю) — река в России, протекает по Приуральскому району Ямало-Ненецкого автономного округа. Длина реки составляет 15 км.
Начинается вблизи озера Вонлор из безымянного озера, лежащего на высоте 37 метров над уровнем моря. От истока течёт по открытой местности в северо-западном направлении между озёрами Васынглор и Торнынглор. В низовьях долина реки поросла лесом. Устье реки находится в 18 км по правому берегу реки Тёняю на высоте 9 метров над уровнем моря.

## Данные водного реестра
По данным государственного водного реестра России относится к Нижнеобскому бассейновому округу, водохозяйственный участок реки — Обь от впадения реки Северная Сосьва до города Салехард, речной подбассейн реки — бассейны притоков Оби ниже впадения Северной Сосьвы. Речной бассейн реки — (Нижняя) Обь от впадения Иртыша.
Код объекта в государственном водном реестре — 15020300112115300033290.